# John Dies at the End
Pour plus de détails, voir Fiche technique et Distribution.
John Dies at the End est une comédie de science-fiction d'horreur américaine coproduite, coécrite, réalisée et comontée par Don Coscarelli, sortie en 2012.

## Synopsis
John et Dave, expérimentent une drogue qui leur permet d'entrevoir une réalité parallèle, où ils sont considérés comme des sauveurs.

## Fiche technique
- Titre original : John Dies at the End
- Réalisation : Don Coscarelli
- Scénario : Don Coscarelli d'après le roman homonyme de David Wong
- Direction artistique : Todd Jeffery
- Décors : Patrick William Muller
- Costumes : Shelley Kay
- Photographie : Mike Gioulakis
- Son : Paul Menichini
- Montage : Don Coscarelli et Donald Milne
- Musique : Brian Tyler
- Production : Brad Baruh, Don Coscarelli, Andy Meyers et Roman Perez
- Société(s) de production : M3 Creative, M3 Alliance et Midnight Alliance
- Société(s) de distribution :  Magnet Releasing
- Budget :
- Pays d’origine :  États-Unis
- Langue : anglais
- Format : Couleurs - 35mm - 1.85:1 -  Son Dolby numérique
- Genre : Comédie horrifique et science-fiction
- Durée : 99 minutes
- Dates de sortie :
  -  États-Unis : 23 janvier 2012 (festival du film de Sundance)
  -  France : 9 août 2014 directement en vidéo en VO sous-titrée français
- Interdit aux moins de 12 ans avec avertissement.

## Distribution
- Chase Williamson : David Wong
- Rob Mayes : John
- Paul Giamatti : Arnie Blondestone
- Clancy Brown : le Dr. Albert Marconi
- Glynn Turman : le détective Lawrence Appleton
- Doug Jones : Robert North
- Daniel Roebuck
- Fabianne Therese : Amy
- Jonny Weston : Justin White
- Jimmy Wong : Fred Chu